# Le Château de l'aurore
Le Château de l'aurore (夜明け城, Yoake Shiro) est un manga d'Osamu Tezuka prépublié au Japon dans les magazines Chûgaka Ichinen Course et Chûgaka Ninen Course entre septembre 1959 et mars 1961. L'édition française a été publiée par Cornélius en un volume sorti en mars 2008.

## Publication
Le manga a été réédité à plusieurs reprises, notamment par Kōdansha dans la collection des Œuvres complètes de Tezuka en un volume sorti en septembre 1978.

### Liste des volumes
| no | Japonais         | Japonais          | Français       | Français       |
| no | Date de sortie   | ISBN              | Date de sortie | ISBN           |
| --- | ---------------- | ----------------- | -------------- | -------------- |
| 1 | 4 septembre 1978 | 978-4-06-108650-0 | 27 mars 2008   | 978-2915492491 |
| Liste des chapitres : 1. Une mystérieuse visite 2. La Vallée cachée 3. Au cœur de la tempête 4. Le Traître démasqué 5. Un rêve en cendres |                  |                   |                |                |

### Édition japonaise
Kōdansha
1. 1 2  (ja) « Tome 1 »(Archive.org • Wikiwix • Archive.is • Google • Que faire ?).

### Édition française
Cornélius
1. 1 2  (fr) « Tome 1 », sur manga-sanctuary.com.